# Lucifotychus quirsfeldi
Lucifotychus quirsfeldi är en skalbaggsart som beskrevs av Chandler 1991. Lucifotychus quirsfeldi ingår i släktet Lucifotychus och familjen kortvingar. Inga underarter finns listade i Catalogue of Life.